# جامعة أوجهورود الوطنية
جامعة أوجهورود الوطنية مؤسسة تعليم عالي أوكرانية، (بالأوكرانية: Ужгородський національний університет) هي جامعة تقع في زاكارباتيا أوبلاست، أوكرانيا. تأسست هذه الجامعة في سنة 1945